# Franklinov most
Most Benjamina Franklina - prvotno imenovan most čez reko Delaware in zdaj neuradno most Ben Franklin - je viseči most čez reko Delaware in povezuje Filadelfijo v Pensilvaniji in Camden v New Jerseyu. Je v lasti in ga upravlja Delaware River Port Authority in je eden od štirih glavnih cestnih mostov med Filadelfijo in južnim New Jerseyjem (mostovi Betsy Ross, Walt Whitman in Tacony-Palmyra). Po njem tečeta cesti Interstate 676 / U.S. Route 30.
Odprt je bil leta 1926 kot del mednarodne svetovne razstave Sesquicentennial Exposition, ter praznovanju 150. obletnice podpisa Deklaracije o neodvisnosti. Med letoma 1926 in 1929 je bil tudi rekorder kot najdaljši enopoljni viseči most na svetu.

## Zgodovina
Načrti za most, zaradi naraščanja trajektnega prometa čez reko Delaware, so se začeli porajati že leta 1818, ko je en tak načrt predvidel uporabo otoka Smith / Windmill, ozkega otoka ob obali Filadelfije. Stvarne vizije so nastale šele v 1910-tih. Delaware River Bridge Joint Commission (zdaj Delaware River Port Authority) je bila za ta namen ustanovljena leta 1919.
Glavni inženir mostu je bil na poljskem rojeni Ralph Modjeski, projektant je bil Leon Moisseiff in nadzorni arhitekt je bil Paul Philippe Cret. Gradnja se je začela 6. januarja 1922. Na vrhuncu gradnje je na mostu delalo 1300 ljudi. V času gradnje jih je umrlo 15.  Most je bil odprt za promet od 1. julija 1926, to je tri dni pred predvidenim praznovanjem 150. obletnice podpisa Deklaracije o neodvisnosti. Ob zaključku je bil z razponom 533 m najdaljši na svetu, prehitel ga je leta 1929 odprt Ambassador Bridge.
Leta 1955 so ga preimenovali v Benjamin Frankin Bridge, kot drugi viseči most čez reko Delaware, ki povezuje Filadelfijo in New Jersey, ko je bil v gradnji Walt Whitman Bridge.

## Uporaba

### Železnica
Most je prvotno obsegal šest cestnih pasov in dve tramvajski progi na glavni voziščni konstrukciji, s predvideno širitvijo za hitro tranzitno progo v obe smeri na zunanji strani krova, ki bi se dvigal nad krovom in ne pod njim. Pasovi so bili zgrajeni na nestandardni širini tirov Public Service Company newjerseyjskega Camden tramvajskega sistema. Tramvajske postaje so bile zgrajene tudi v sidriščih mostu. Od odprtja mostu ni začel obratovati kot javna služba nobeden tramvaj vse do leta 1932, ko je družba opustila svoj tramvajski sistem Camden. Po tem, so bili tiri odstranjeni in prostor spremenjen v vozne pasove za avtomobile.
Zunanji par hitrih tranzitnih prog je začeli obratovati leta 1936 z odprtjem podzemni linije, ki je povezala Broadway in City Hall v Camdenu z 8.th in Market Streets v Filadelfiji. Linija je bila leta 1952 podaljšana, ko je začel voziti PATCO Speedline leta 1969. Danes vozi PATCO Speedline v predorih na obeh straneh mostu. Obe, vzhodno in zahodno progo in podporno strukturo so rekonstruirali med junijem in oktobrom 2014.

### Ceste
Preko mostu trenutno teče avtocesta I-676 in US 30, del odseka v New Jerseyju nosi I-676. Del pristopov na most na strani Pennsylvanije ni po meddržavnih standardih avtocesta, saj ima nivojske prehode. Del I-676 (ki teče vzhod / zahod, in ne sever / jug tako kot New Jerseyjska I-676), se konča na rampi do I-95. Pred letom 1953 je New Jersey državne avtoceste preštevilčil.

### "Zipper" ločilna ograja
Sedem avtomobilskih stez je razdeljeno s posebno "zipper" ločilno ograjo, ki jo je mogoče mehansko preseliti glede na obseg prometa ali zaradi vzdrževalnih del. Rdeče in zelene signalne luči so nameščene na portalih, in kažejo katere steze so odprte ali zaprte za promet. Na splošno, v času jutranje prometne konice, so odprte štiri steze na zahod in tri proti vzhodu, in obratno v času večerne prometne konice. Preden je bila nameščena ta ograja v obdobju 2000-2001, je bil en pas mostu ob konicah zaprt, da se je zmanjšala nevarnost čelnih trčenj, saj ni bilo fizične pregrade, ki bi ločevala smerna vozišča med seboj.

### Cestnina
- 5,00 $ v eno smer se obračuna vstop v Pennsylvania za osebna vozila (manj kot 3200 kg skupne mase vozila).
- 7,50 $ per os za vlačilce, tovorna vozila, avtodome in rekreacijskih vozil (>3.200 kg bruto masa vozila). [3]
- Upokojenci stari 65 let in več, lahko uporabljajo programirano vozovnico za 2,50 $ na potovanje (ni povezano z E-ZPass).

### Steza za pešce
Steze za pešce tečejo vzdolž obeh strani mostu, dvignjene in ločene od voznih pasov. Samo ena je odprta naenkrat. DRPA je steze začasno zaprla za javnost dan po 7. juliju 2005 - bombnem napadu v Londonu, zaradi varnostnih pomislekov. DRPA zapre pešpot tudi v času sneženja ali če je vremenska napoved omenja možnost snežnih padavin. Bile so zaprte tudi v času orkana Irene pozno avgusta 2011 in konec oktobra 2012 v času orkana Sandy.